# HK VP70手槍
VP70是一把純雙動槍機的9毫米手槍，由德國黑克勒-科赫在1970年推出，槍身採用聚合物料制造，裝上槍托後可以進行三點發射擊。VP70意思是1970年推出的（人民手槍）。

## 歷史

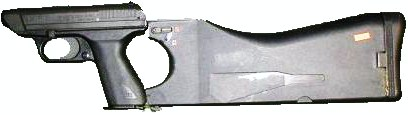
VP70M及其槍托

大部份人認為奧地利格洛克是第一種聚合物料制骨架的手槍，空槍只重820克，而其實第一種以聚合物料制造的手槍是VP70。
VP70在1970年公開，但在1973年才開始正式推出市場，除VP70M（軍用型）及VP70Z（民用型），還有一種意大利9×21毫米IMI民用口徑型號。VP70系列在1989年停產。

## 設計
VP70系列採用反衝式槍機設計，並在套筒後方附有大型複進簧。除了使用聚合物料制造外，最獨特的是VP70M的一體式槍套連槍托，手槍獨立使用時只可單發半自動射擊，裝上塑聚合物槍托（槍套）後可進行三點發射擊，理論射速達到每分鐘2,200發，而射擊模式選擇鈕裝在槍托上。VP70為純雙動式扳機設計，以避免新手使用時發生走火的意外，因此扳機扣力較重。然而，因其扳機扣動力量須些為吃力，而且扣動距離過長，使得射手反而有點難以進行準確瞄準。
VP70系列在1973年推出，在1989年停產，9×21毫米IMI口徑版本VP70Z約制造了400把，可裝上槍托但不能三點發射擊，主要在意大利民用市場發售，而9×19毫米口徑版本主要提供給軍隊及警隊。

## 使用國
- 巴西
- 德国
- 黎巴嫩
- 摩洛哥
- 巴拉圭
- 葡萄牙

## 資料來源
- （英文）—HKPRO.com—HK VP70（页面存档备份，存于）
- （英文）—Modern Firearms—HK VP70（页面存档备份，存于）
- （英文）—Remtek.com—HK VP70Z（页面存档备份，存于）
- （中文）—槍炮世界—HK VP70 手枪（页面存档备份，存于）